# Al-Fayez
A Casa de Fayez ( árabe : الفايز ou, coloquialmente: Al-Fayez, Alfayez, Al Fayez, Al Faiz, Al Fayiz) é uma nobre família xeique jordaniana que chefia o principal clã jordaniano Bani Sakher . A influência e proeminência da família na região atingiram seu auge sob Fendi Al-Fayez, que liderou a família na década de 1840 e gradualmente se tornou o líder de todo o Bani Sakher. Fendi governaria grandes partes da Jordânia e da Palestina, incluindo os antigos reinos de Moab e Amon, e partes da moderna Arábia Saudita até o final da década de 1860, quando uma série de batalhas com o Império Otomano diminuiu os recursos da família e reivindicou uma parte de sua participações. Depois de Fendi, seu filho Sattam liderou a tribo em um esforço para cultivar as terras e viver um estilo de vida mais sedentário, então sob Mithqal Alfayez como um poder político permanente na Jordânia moderna. A família era a maior proprietária de terras na Jordânia e possuía porções da atual Palestina, e Mithqal era o maior proprietário individual de terras privadas no reino em 1922. A família Al-Fayez é ativa na política jordaniana e árabe e atualmente é chefiada pelo ex-primeiro-ministro Faisal Al-Fayez .

## História
A família Al-Fayez veio da tribo Bani Sakher que se originou da tribo árabe Banu Tayy, que se originou dos qahtanitas no Iêmen, e os Bani Sakher foram mencionados pela primeira vez em um texto no século XV dC. A origem do nome é do progenitor da casa, Fayez bin Fadel Al-Tayy. Fayez é derivado da palavra árabe Fa'iz, que significa "vitorioso" em árabe. A tribo Bani Sakher migrou para o norte na Jordânia moderna, enquanto a tribo Banu Tayy permaneceu no que hoje é a Arábia Saudita. Mais tarde, houve vários líderes de sucesso na família Fayez e, além disso, sua linhagem foi reconhecida por causa disso.
O emir Fendi teve oito filhos, que se dividiram após sua morte em 1879. Metade dos filhos se aliou à tribo oposta a Bani Sakher (a tribo Adwan) e a outra metade se aliou à tribo oposta à tribo Anazah ( Sheikh Satm). Em 1881, Sheikh Satm foi morto em uma escaramuça com o Adwan e, como resultado, a tribo foi reunificada por Sattam bin Fendi. No entanto, esses dois anos provariam ser uma grande perda para a família Fayez, pois eles nunca se recuperaram do pico que experimentaram com a Fendi.

### século 18
Em 1742, Sheikh Qa'dan Al-Fayez, o progenitor do ramo Qa'dan da família Al-Fayez e neto de Fayez Al-Tay, foi convidado para apoiar o estado otomano no Sieging Tiberíades. Embora o cerco tenha sido um fracasso, o Beni Sakher ainda foi agradecido por um convite de As'ad Pasha al-Azm para escoltar as Caravanas Hajj. Em 1757, o estado otomano não pagou aos Beni Sakher por seus serviços, o que, juntamente com a seca de 1756, levou ao infame ataque em 1757 liderado por Qa'dan. As baixas do ataque chegaram a dezenas de milhares, incluindo Musa Pasha e a irmã do sultão.

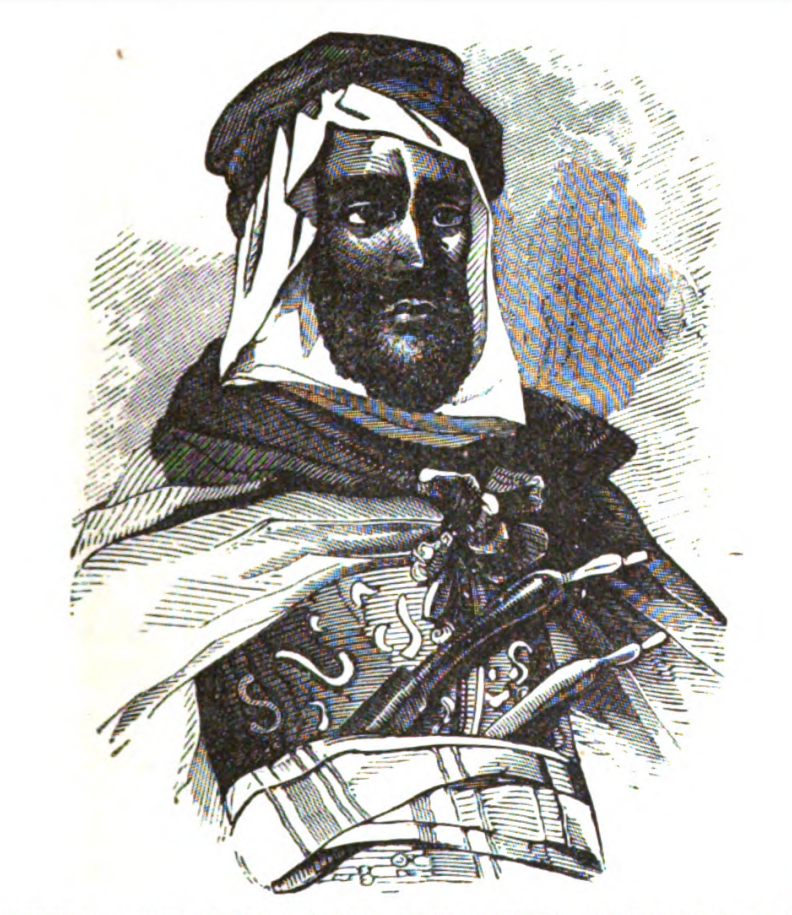
Príncipe Fendi Al-Fayez na década de 1870

### século 19
Em 1820, Fendi Al-Fayez liderou uma batalha pela primeira vez registrada e, em meados do século, ele era o xeque supremo e reverenciado em toda a Arábia.

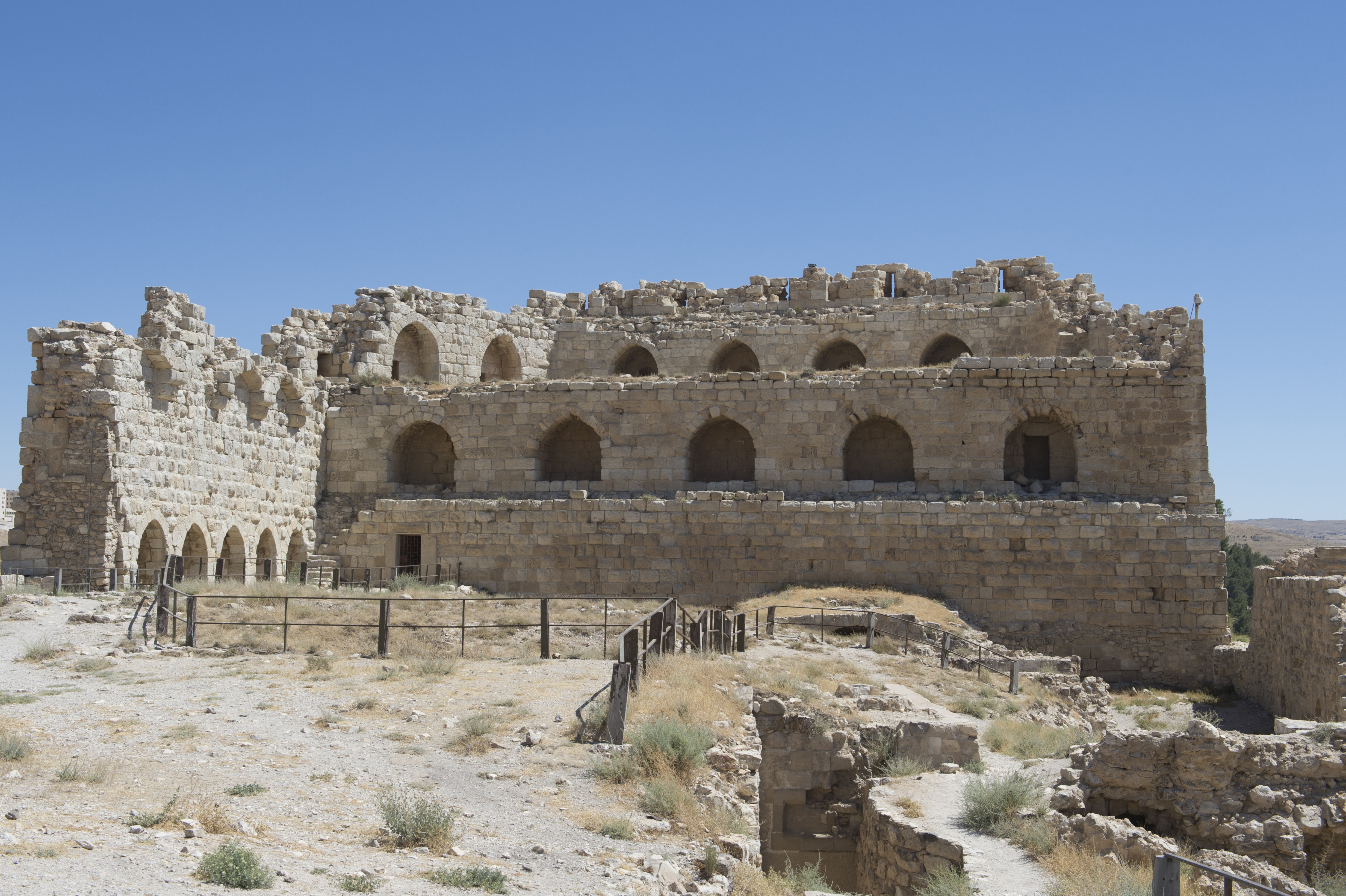
O Castelo Kerak que foi sitiado por Shleish Al Bakhit Al Fayez

Um dos conflitos mais famosos que tiveram foi contra a família Majalli em 1863 e foi documentado pelo explorador italiano Carlo Claudio Camillo Guarmani em seu livro Northern Nejd. Os aldeões de Al Tafilah, que estavam sujeitos a Mohammad Al-Majalli, pagando tributos anuais a ele, ficaram descontentes com a recente negligência dos Majalis em proteger os aldeões. Os aldeões de Tafilah foram reunidos por Abdullah Al-Huara, o chefe dos Tafilah, e concordaram em renunciar à vassalagem e substituir o tributo por um presente anual como homenagem. O chefe Al-Majalli estava descontente com isso e estava pronto para forçar os Tafilah a se tornarem seus vassalos novamente, mas foi parado pelo Bani Sakher liderado por Fendi, onde Fendi enviou Shleesh Al-Bakhit Al-Fayez para garantir o contrato entre eles onde ambas as partes concordaram em evitar derramamento de sangue.

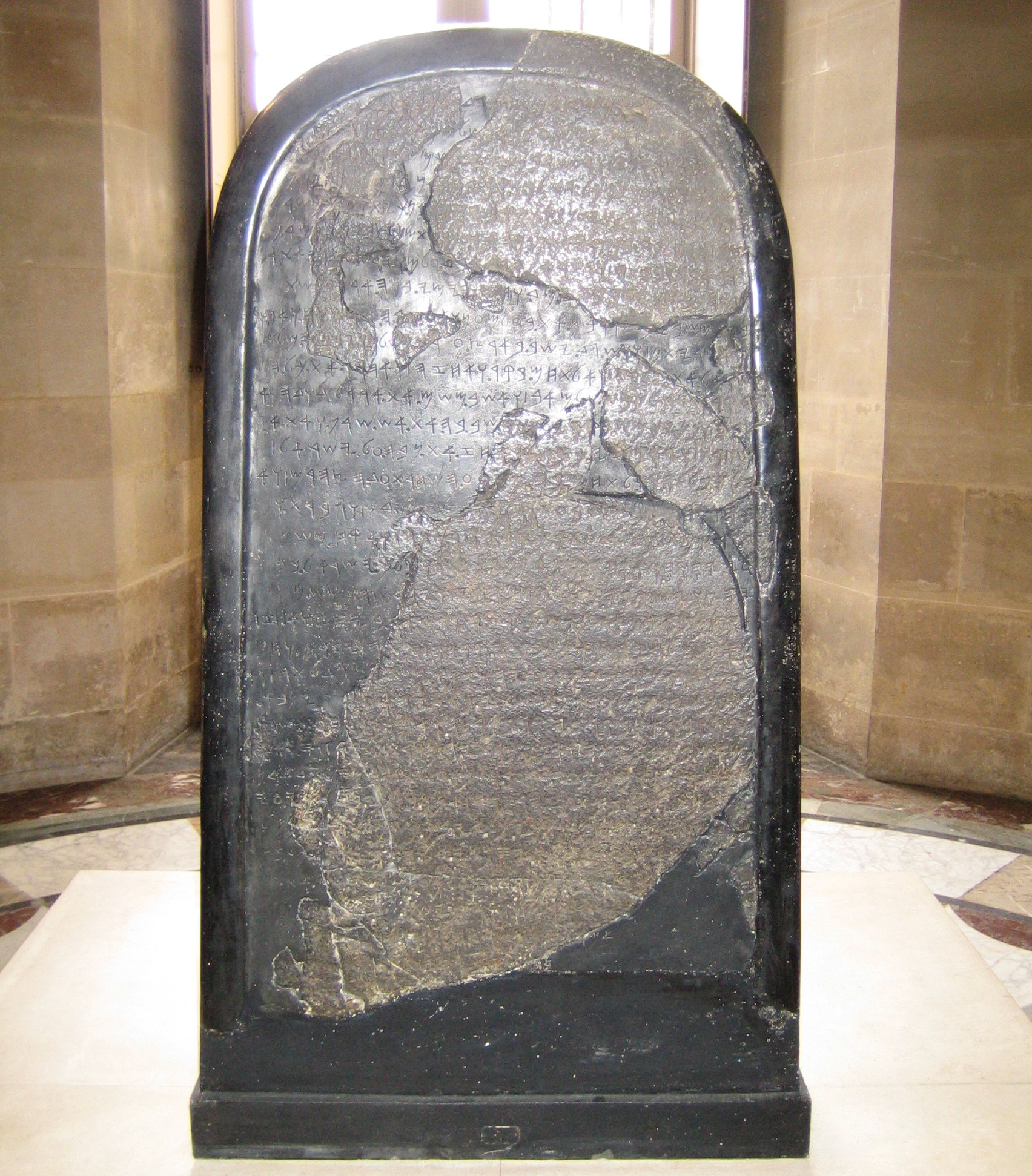
A Pedra Moabita, revelada pela primeira vez ao mundo ocidental por Sattam bin Fendi

No entanto, em janeiro de 1864, Al-Majalli decidiu novamente atacar e anunciar-se o mestre do Tafilah, e foi recebido com uma declaração de guerra imediata do próprio Fendi. Shleesh Al-Bakhit teve sucesso em liderar um ataque contra Qoblan Al-Mkheisen, que foi nomeado por Al-Majalli para supervisionar o Tafilah. Fendi logo depois enviou 200 que enfrentaram uma força de 2.000 fuzileiros em dromedários. No entanto, durante a longa paralisação, o povo de Al-Kerak estava praticamente sitiado e rapidamente ficando sem comida e ficando cada vez mais descontente, sentindo isso, Al-Majalli foi secretamente a Fendi durante a noite para declarar pessoalmente sua rendição a ele e concordou em pagar reparações a todos os prejudicados no conflito, incluindo a reintegração do filho de Al-Huara como chefe de Al-Tafilah.
Em 1868, um missionário anglicano, FA Klein, foi acompanhado por Sattam bin Fendi por ordem de Fendi para mostrar a ele a Mesha Stele, que até então era desconhecida no mundo ocidental. A pedra foi datada de 840 AC e descreveu uma guerra entre o antigo Reino de Moab e o antigo Reino de Israel. Hoje a pedra pode ser encontrada no Museu do Louvre, em Paris.

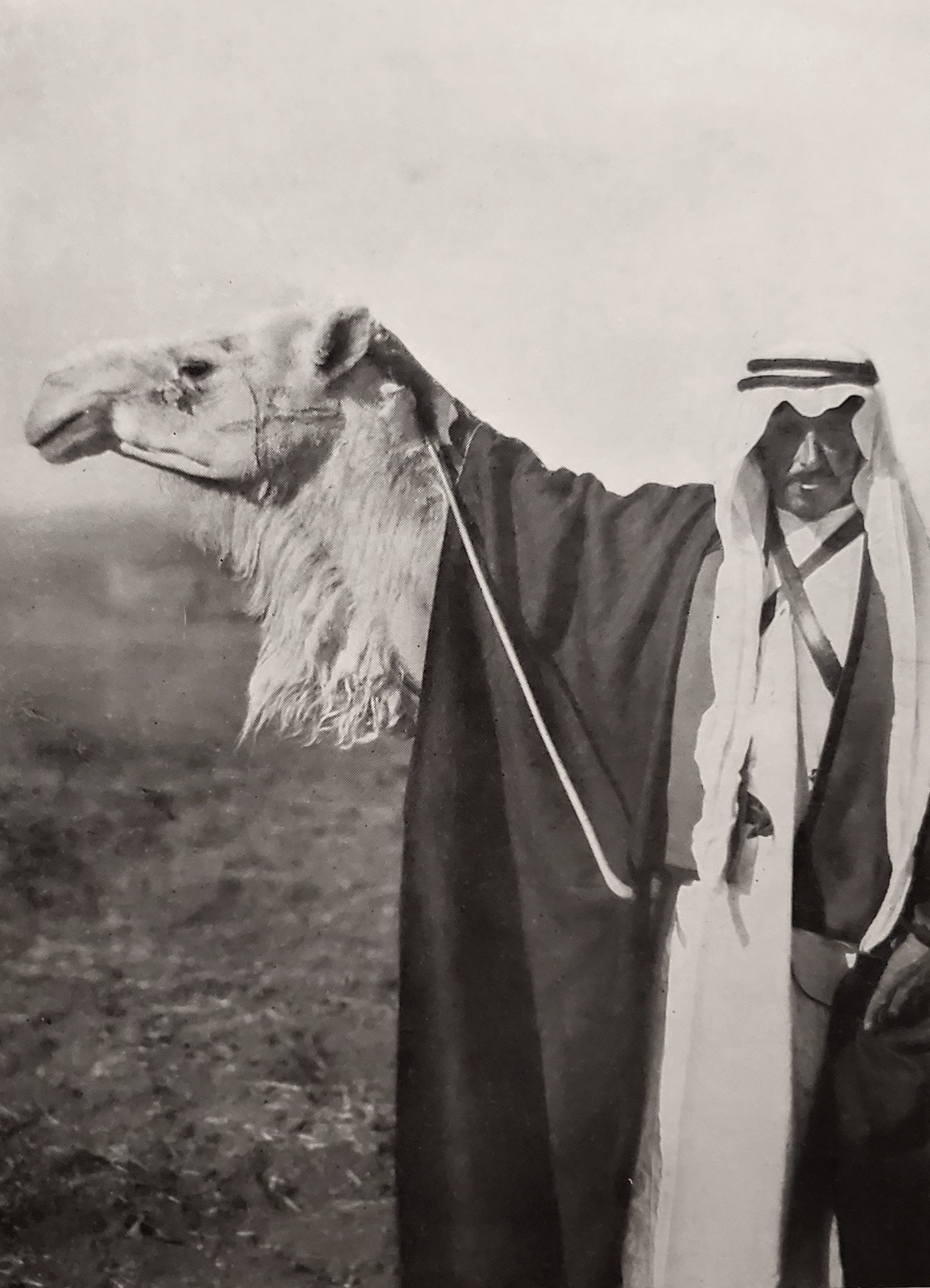
Paramount Sheikh Mithqal Pasha Al-Fayez, 1925

### século 20
Após a morte de Sattam em 1891, outra crise de sucessão se desenrolou com o filho de Sattam, Fayez bin Sattam, competindo para suceder seu pai, em oposição a seu tio Talal bin Fendi. Talal acabou sendo reconhecido como Sheikh dos Sheikhs de Beni Sakher. Os otomanos convidaram Fayez e Talal a Istambul para arbitrar uma reconciliação que foi bem-sucedida. Durante sua visita, Talal recebeu o título de Pasha com um salário mensal e mais tarde se tornaria Beyerbey. Durante seu reinado de 18 anos, Talal desfrutou de relações amistosas com os otomanos em seus últimos anos, com tensões sobre a construção da Ferrovia Hijaz, que não apenas cruzou muitas das terras privadas da família, mas também destruiu sua renda como protetores das caravanas e fornecedores do Hajj. de camelos e suprimentos. Talal negociou com o Império Otomano para continuar pagando pelas caravanas do Hajj e também pagou à tribo pela proteção da Ferrovia Hijaz. No entanto, em 1908, Talal parou de receber pagamentos dos otomanos e sua viagem a Damasco para reclamar coincidiu com o início da Revolução dos Jovens Turcos.

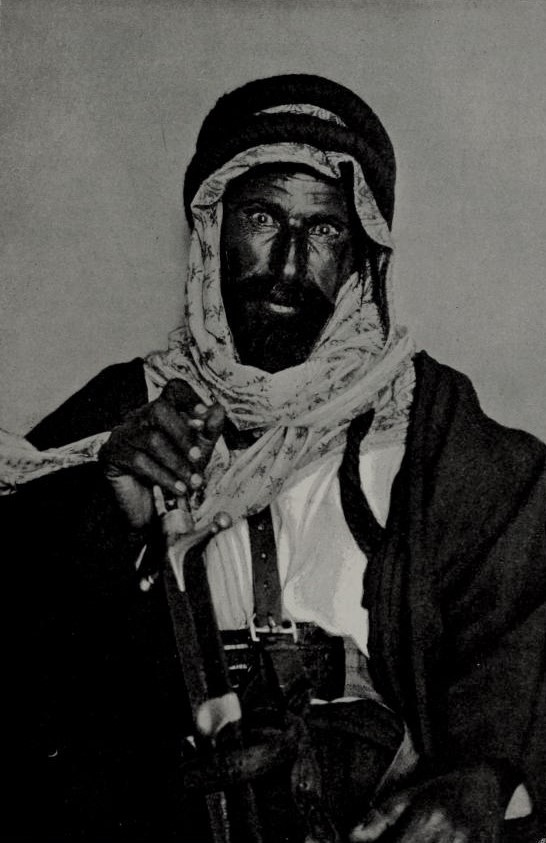
Beylerbey Talal Al-Fayez, 1907

Talal seria sucedido por Fawaz bin Sattam em 1909, irmão mais velho de Mithqal. Fawaz, que foi reconhecido pelos otomanos como Sheikh dos Shiekhs e atuaria como representante oficial do império, enfrentaria um rebelde Mithqal que desafiou a autoridade otomana sobre terras férteis cultivadas. A essa altura, a nova administração otomana estava promulgando novas leis de recrutamento que incluíam até membros de tribos. Mithqal desistiu de sua reivindicação sobre a terra após negociações pacíficas entre as duas partes e um acordo de 200 ovelhas para Mithqal. Em 1913, Mithqal atuaria como braço direito de Fawaz e comandante militar e desfrutaria de uma parte da liderança do Beni Sakher.
Após a morte de Fawaz em 1917, seu filho Mashour, que teve uma educação damascena, sucederia a seu pai. Mashour foi reconhecido pelos otomanos como Sheikh dos Shiekhs, e Mithqal, que era mais velho, foi compensado pelos otomanos com o título de Pasha para se tornar o último Pasha real na Jordânia com um título sancionado pelo sultão. Em 1920, Mashour foi reconhecido como governador de Jiza e serviria no cargo até sua morte em uma batalha inter tribal em 1921. Mithqal, que deu as boas-vindas ao então Abdullah bin Hussein em Jiza, foi reconhecido como Sheikh dos Sheikhs de Beni Sakher no novo Emirado da Transjordânia sem oposição.
Em 1923, durante a rebelião de Adwan, Mithqal Al-Fayez liderou o Beni Sakher contra o Adwan e em total apoio ao Emir Abdullah, com o resultado sendo a derrota das forças de Adwan com alguns feitos prisioneiros e exilados.

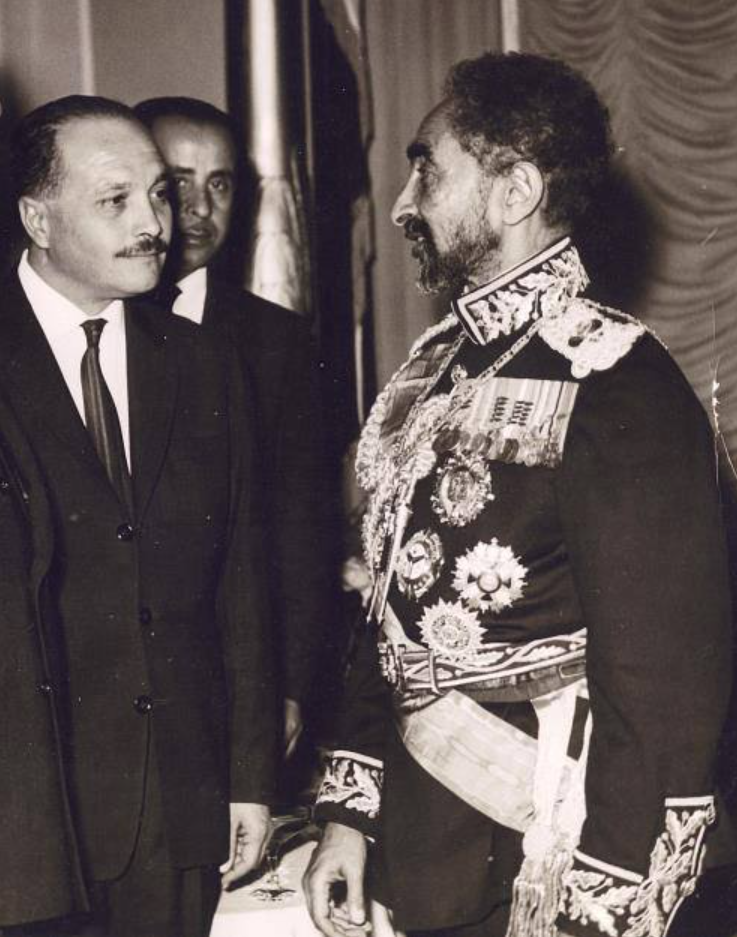
Sheikh Akef com o imperador Haile Selassie I da Etiópia, 1966

### Século 21 - presente
Em 2004, HE Faisal Al-Fayez tornou-se primeiro-ministro da Jordânia.
Em 2018, um membro da família Al-Fayez, Zaid Mohammad Sami Al-Fayez, foi atacado em público por Emad Shawabkeh e outros 7 agressores. O conflito foi resolvido por líderes tribais de ambos os lados e os agressores estão sob custódia policial.
Em 2020, HE Amer Trad Al-Fayez tornou-se presidente e presidente da Al Abdali .

## chefes da casa
Os Al-Fayez são um clã de beduínos que geralmente escolhem um chefe de família (Sheikh) de acordo com o costume beduíno. No entanto, houve exceções a essa tradição ao longo da longa história do clã. O chefe dos Al-Fayez também seria o chefe ou co-chefe (com o chefe da Casa de Khraisha) do clã Bani Sakher, já que os Al-Fayez são a casa principal do clã.
|      | Nome               | Título(s)                                                                                          | De               | Até              | Relacionamento com antecessor                        |
| ---- | ------------------ | -------------------------------------------------------------------------------------------------- | ---------------- | ---------------- | ---------------------------------------------------- |
| 1st  | Fayez Bin Fadel    | - Sheik dos Sheiks                                                                                 | -                | -                | -                                                    |
| 2nd  | Mouh Bin Fadel     | - Sheik dos Sheiks                                                                                 | -                | -                | filho mais velho de Fayez                            |
| 3rd  | I'dbeys Bin Mouh   | - Sheik dos Sheiks                                                                                 | -                | -                | filho mais velho de Mouh                             |
| 4th  | Qa'dan Bin Mouh    | - Sheik dos Sheiks                                                                                 | c1740s           | c1760s           | irmão mais novo de I'dbeys                           |
| 5th  | Thiab Bin Mohammad | - Sheik dos Sheiks                                                                                 | c1760s           | c1780s           | sobrinho de Qa'dan                                   |
| 6th  | Awad Bin Thiab     | - Sheik dos Sheiks                                                                                 | c1780s           | c1823            | filho mais velho de Thiab                            |
| 7th  | ِAbbas Al-Fayez     | - Sheik dos Sheiks                                                                                 | c1823            | c1835            | Filho de Awad Al-Fayez                               |
| 8th  | Fendi Al-Fayez     | - Emir - Velho Rei - Sheik dos Sheiks                                                              | c1835            | 1879             | Filho de Abbas Al-Fayez                              |
| 9th  | Satm Al-Fayez      | - Sheik dos Sheiks                                                                                 | 1879             | May,1881         | Filho de Fendi Al-Fayez                              |
| 10th | Sattam Al-Fayez    | - Agha - Emir of Al-Jizah - Pasha - Sheik dos Sheiks                                               | September,1881   | 1890             | Irmão mais novo de Satm Al-Fayez                     |
| 11th | Talal Al-Fayez     | - Amir Al-Umara - Pasha - Sheik dos Sheiks                                                         | 1890             | 1909             | Irmão de Sattam Al-Fayez                             |
| 12th | Fawaz Al-Fayez     | - Emir - Sheik dos Sheiks                                                                          | 1909             | 1917             | Sobrinho de Talal Al-Fayez, filho de Sattam Al-Fayez |
| 13th | Mashour Al-Fayez   | - Sheik dos Sheiks                                                                                 | 1917             | 30 April 1921    | Filho de Fawaz Al-Fayez                              |
| 14th | Mithqal Al-Fayez   | - Pasha - Sheik dos Sheiks - Qadi                                                                  | 31 April 1921    | 15 April 1967    | tio de Mashour, filho de Sattam Al-Fayez             |
| 15th | Akef Al-Fayez      | - Sheik dos Sheiks - Presidente da Câmara dos Deputados - Ministro - Senador                       | 16 April 1967    | 8 April 1998     | Filho de Mithqal Al-Fayez                            |
| 16th | Sami Al-Fayez      | - Sheik dos Sheiks - Sheikh - Qadi - Senador                                                       | 16 April 1998    | 19 November 2012 | Irmão de Akef Al-Fayez                               |
| 17th | Faisal Al-Fayez    | - Sheik dos Sheiks - primeiro ministro - Presidente da Câmara dos Deputados - presidente do senado | 20 November 2012 | presente         | Sobrinho de Sami Al-Fayez e filho de Akef Al-Fayez   |

## Figuras notáveis
século 17:
- Fayez Bin Fadel (Progenitor)
- Mouh Bin Fayez

século 18:
- Muhammad Bin Mouh Al-Fayez
- Thiab Bin Mohammad Al-Fayez (Progenitor do Ramo Thiab)
- Bakhit Bin Thiab Al-Fayez (Progenitor do Ramo Bakhit)
- Qa'dan Bin Mouh Al-Fayez (Progenitor do Ramo Qa'dan)
- I'dbeys Bin Mouh Al-Fayez
- Nimer Bin I'dbeys Al-Fayez (Progenitor do Ramo Nimer)
- Mahmoud Bin I'dbeys Al-Fayez (Progenitor do Ramo Mahmoud)
- Awad Thiab Al-Fayez
- Abbas Awad Al-Fayez
- Hamed Qa'dan Al-Fayez
- Kin'eaan Qa'dan Al-Fayez (Progenitor do Ramo Kin'eaan)

século 19:
- HG Fendi Al-Fayez
- HG Sattam Al-Fayez (Emir e Chefe Tribal)
- HG Nawaf Fendi Al-Fayez (Emir)
- Suleiman Awad Al-Fayez (Progenitor do Ramo Abu-Jneib) [15]
- Satm Fendi Al-Fayez (chefe tribal)
- Sahan Fendi Al-Fayez (Juiz)
- Eid Suleiman Al-Fayez
- Shleish Al Bakhit Al-Fayez

século 20:
- HG Mithqal Al Fayez (chefe tribal, político, comandante em combate) [16]
- HG Talal Fendi Al-Fayez (Beylerbey e Chefe Tribal)
- HG Fawaz Sattam Al-Fayez (Emir e Chefe Tribal)
- HE Akef Al-Fayez (chefe tribal e político)
- Zaid Mithqal Al-Fayez (alto funcionário do Primeiro Ministério)
- Mashour Fawaz Al-Fayez (chefe tribal)

Século 20 - presente:
- HE Faisal Al-Fayez (Primeiro Ministro, Presidente do Senado, Presidente da Câmara dos Deputados )
- HE Amer Al-Fayez (presidente da Al-Abdali, chefe do protocolo real, nível ministerial) [17]
- HE Trad Al-Fayez (Ministro da Agricultura, Embaixador, Senador)
- SE Eid Al-Fayez (Ministro do Interior, Estado e Trabalho)
- HE Nayef Al-Fayez (Ministro do Turismo, Comissário Chefe da ASEZA, Presidente da Aqaba Development Corporation) [18]
- HE Nayef Hayel Al-Fayez (Ministro da Saúde, MP)
- SE Daifallah Ali Al-Fayez (Embaixador da Jordânia na Holanda e Estônia) [19]
- Sami Al-Fayez (chefe tribal e senador)
- Tayil Al-Fayez (presidente do Clube Olímpico da Jordânia)
- Mohammad Enad Al-Fayez (MP)
- Alanoud Al-Fayez (ex-esposa do rei ِAbdulaziz )
- Hakem Al-Fayez (político)
- Thamer Al-Fayez (MP)
- Hind Al-Fayez (MP)
- Habis Sami Al-Fayez (MP) [20]
- Bassam Al-Fayez (MP)